# Võtikvere
Võtikvere (Duits: Wottigfer) is een plaats in de Estlandse gemeente Mustvee, provincie Jõgevamaa. De plaats telt 89 inwoners (2021) en heeft de status van dorp (Estisch: küla).
De plaats behoorde tot oktober 2017 tot de gemeente Torma, maar werd in die maand bij Mustvee gevoegd.

## Natuurreservaat
Bij Võtikvere ligt het natuurreservaat Võtikvere looduskaitseala, 1,17 km² groot.